# Neshor
Neshor (der zu Horus gehört), mit dem schönen Namen Psammetichmenechib (Vortrefflichen Herzens ist Psammetich), war ein altägyptischer Würdenträger, der unter mindestens drei Königen (Pharaonen), von Necho II. (610 bis 595 v. Chr.) über Psammetich II. (595–589 v. Chr.) bis Apries (589 bis 570 v. Chr.) in der 26. Dynastie im Amt war und von einer Reihe von Statuen und zwei Stelen bekannt ist. Die Objekte befinden sich heute in diversen Museen und Sammlungen.
Neshors Eltern hießen Iuefrer (Vater) und Tasenetenhor. Letztere trug den Titel Herrin des Hauses (Nbt-pr = Nebet-per). Für den Vater sind keine Titel bezeugt.
Neshor trug vor allem militärische Titel; er war Vorsteher des Tores der südlichen Fremdländer (Jmj-r3-ˁ3-ḫ3swt-rsjw[t] – Imi-ra-aa-chasut-resiu[t]) und Vorsteher der Truppen (Jmj-r3-mnf3t = Imi-ra-menfat). Unter König Apries kam es zu einer Revolte von Söldnern auf Elephantine. Eine längere biografische Inschrift des Neshor auf seiner Statue im Louvre (Inventar-Nr. A 90) berichtet, wie Neshor diese Revolte niederschlug, nachdem die Soldaten nach Schais-Heret hatten flüchten wollen. Es handelt sich um die einzige ägyptische Quelle zu diesem Ereignis. Die Übersetzung der historisch wichtigen Stelle lautet:

„Gebt, dass mein Name in eurem Hause bleibt, dass meines Ka gedacht werde nach der Lebenszeit unvergänglich in diesem Tempel, wie ihr mich gerettet habt in der Bedrängnis aus der Hand der Söldner, Syrer, Griechen, Asiaten und anderer, die [Aufruhr machen] wollten, die nach Schas-heret auszuziehen planten. Seine Majestät fürchtete sich vor dem Unheil, das sie anrichteten. Ich brachte sie zur Vernunft (wörtlich: machte ihre Herzen fest) durch Ratschläge. Ich liess nicht zu, dass sie nach Nubien zögen. Ich liess sie zu dem Ort, wo Seine Majestät war, gelangen. Seine Majestät [bestrafte (?)] sie.“

## Denkmäler
Neshor ist unter anderem durch die folgenden Stelen und Statuen überliefert:
- Stele, Privatsammlung, datiert ins Jahr 14. von Necho II.
- Unterteil einer Statue, Eremitage, Inventar-Nr. 2962, datiert unter  Psammetich II., der in den Inschriften genannt wird.
- Stele, Kopenhagen, Ny Carlsberg Glyptotek, Inventar-Nr. AEIN 1037, datiert ins Jahr 4 von Apries.
- Fragmente einer Statue, seit 2022, Turin Inventar-Nr. Supplement 19482 datiert unter Apries (König wird auf Statue genannt)[10].
- Statue, Louvre, Inventar-Nr. A 90, datiert unter Apries, der in den Inschriften genannt wird.
- Statuenbasis aus Sohag, Verbleib unbekannt.
- Fragment einer Statue, Verbleib unbekannt, datiert unter Apries, der in den Inschriften genannt wird.